# Rhaphiptera affinis
Rhaphiptera affinis là một loài bọ cánh cứng trong họ Cerambycidae.